# Смрокув (остановочный пункт)
Смрокув (пол. Smroków) — остановочный пункт в деревне Смрокув в гмине Сломники, в Малопольском воеводстве Польши. Имеет 2 платформы и 2 пути.
Остановочный пункт на железнодорожной линии Варшава-Западная — Краков-Главный.